# 동경 49도
동경 49도(東經49度)는 본초 자오선에서 동쪽으로 49도 떨어진 경선이다. 북극점에서 시작하여 북극해, 유럽, 아시아, 아프리카, 인도양, 마다가스카르, 남극해, 남극을 거쳐 남극점에 이른다.
동경 49도는 서경 131도와 이어져 지구의 둘레를 이룬다.
북극점에서 남극점까지 동경 49도선은 다음 지역을 지나간다.
| 좌표                                                  | 나라, 지역, 해역 | 주석                                                            |
| ----------------------------------------------------- | ---------------- | --------------------------------------------------------------- |
| 북위 90° 0′ 동경 49° 0′  / 북위 90.000° 동경 49.000°  | 북극해           |                                                                 |
| 북위 80° 31′ 동경 49° 0′  / 북위 80.517° 동경 49.000° | 러시아           | 제믈랴프란차이오시파 제도의 제믈랴게오르기아섬                  |
| 북위 80° 22′ 동경 49° 0′  / 북위 80.367° 동경 49.000° | 바렌츠해         | 나이팅게일 해협                                                 |
| 북위 80° 12′ 동경 49° 0′  / 북위 80.200° 동경 49.000° | 러시아           | 제믈랴프란차이오시파 제도의 제믈랴게오르기아섬                  |
| 북위 80° 10′ 동경 49° 0′  / 북위 80.167° 동경 49.000° | 바렌츠해         |                                                                 |
| 북위 69° 30′ 동경 49° 0′  / 북위 69.500° 동경 49.000° | 러시아           | 콜구예프섬                                                      |
| 북위 68° 44′ 동경 49° 0′  / 북위 68.733° 동경 49.000° | 바렌츠해         |                                                                 |
| 북위 67° 50′ 동경 49° 0′  / 북위 67.833° 동경 49.000° | 러시아           | 카잔의 서쪽을 통과함                                            |
| 북위 50° 43′ 동경 49° 0′  / 북위 50.717° 동경 49.000° | 카자흐스탄       |                                                                 |
| 북위 46° 25′ 동경 49° 0′  / 북위 46.417° 동경 49.000° | 러시아           |                                                                 |
| 북위 46° 8′ 동경 49° 0′  / 북위 46.133° 동경 49.000°  | 카스피해         |                                                                 |
| 북위 41° 27′ 동경 49° 0′  / 북위 41.450° 동경 49.000° | 아제르바이잔     |                                                                 |
| 북위 39° 11′ 동경 49° 0′  / 북위 39.183° 동경 49.000° | 카스피해         |                                                                 |
| 북위 37° 44′ 동경 49° 0′  / 북위 37.733° 동경 49.000° | 이란             |                                                                 |
| 북위 30° 20′ 동경 49° 0′  / 북위 30.333° 동경 49.000° | 페르시아만       |                                                                 |
| 북위 27° 36′ 동경 49° 0′  / 북위 27.600° 동경 49.000° | 사우디아라비아   |                                                                 |
| 북위 18° 29′ 동경 49° 0′  / 북위 18.483° 동경 49.000° | 예멘             |                                                                 |
| 북위 14° 19′ 동경 49° 0′  / 북위 14.317° 동경 49.000° | 인도양           | 아덴만                                                          |
| 북위 11° 15′ 동경 49° 0′  / 북위 11.250° 동경 49.000° | 소말리아         |                                                                 |
| 북위 6° 4′ 동경 49° 0′  / 북위 6.067° 동경 49.000°    | 인도양           |                                                                 |
| 남위 12° 19′ 동경 49° 0′  / 남위 12.317° 동경 49.000° | 마다가스카르     |                                                                 |
| 남위 19° 14′ 동경 49° 0′  / 남위 19.233° 동경 49.000° | 인도양           |                                                                 |
| 남위 60° 0′ 동경 49° 0′  / 남위 60.000° 동경 49.000°  | 남극해           | 남극의 화이트섬의 동쪽 해역을 지난다.                           |
| 남위 66° 54′ 동경 49° 0′  / 남위 66.900° 동경 49.000° | 남극             | 오스트레일리아령 남극 지역, 오스트레일리아가 영유권을 주장한다. |

## 같이 보기
- 동경 48도
- 동경 50도